# Parafia Najświętszej Maryi Panny Matki Kościoła w Kielcach-Dąbrowie
Parafia Najświętszej Maryi Panny Matki Kościoła w Kielcach-Dąbrowie – parafia rzymskokatolicka w Kielcach. Należy do dekanatu masłowskiego diecezji kieleckiej. Założona w 1981. Jest obsługiwana przez księży diecezjalnych. Mieści się przy ulicy Północnej.